# Abydosiani
Gli Abydosiani sono un popolo immaginario del film di fantascienza Stargate e della serie televisiva omonima Stargate SG-1, abitanti del pianeta Abydos.

## Storia

### Storia antica
All'incirca 10.000 anni fa il Signore del sistema Ra deportò molti antichi egizi su Abydos attraverso lo stargate per farli lavorare come schiavi nelle miniere di naquadah presenti sul pianeta desertico. Circa 5.000 anni dopo però sulla Terra si scatenò una ribellione che portò al seppellimento dello Stargate, ostruendo dunque la via d'accesso principale al pianeta per Ra. Per evitare che la cosa si ripetesse anche su Abydos Ra proibì la scrittura, costringendo la popolazione ad adorarlo come un dio.

### Storia moderna
5.000 anni dopo la ribellione terrestre arrivò su Abydos una squadra dell'USAF (l'aeronautica statunitense) che includeva il dottor Daniel Jackson e il Colonnello Jack O'Neill. La squadra incontrò gli abitanti di un piccolo villaggio governato da un uomo di nome Kasuf. Mentre la squadra era in ricognizione sul pianeta l'astronave di Ra atterrò sulla piramide in cui era contenuto lo stargate per reclamare il Naquadah estratto dai suoi schiavi. I terrestri, compresa la situazione, incitarono alla ribellione gli Abydosiani riuscendo infine a scacciare la minaccia goa'uld distruggendo con una bomba atomica l'astronave di Ra.
Prima che tutto ciò accadesse però Jackson era stato unito in matrimonio, a sua insaputa, con Sha're e Skaara era divenuto un grande amico di O'Neill che rivedeva in lui il figlio morto poco prima di intraprendere il viaggio. Jackson decise di rimanere sul pianeta con Sha're, mentre il resto della squadra fece ritorno sulla Terra.
Un anno dopo la ribellione i terrestri, attaccati dal Signore del sistema Apophis, fecero nuovamente ritorno su Abydos, pensando di trovare qui il responsabile dell'attacco alieno.
Mentre la squadra si trovava in ricognizione Apophis arrivò dallo stargate e rapì Sha're e Skaara con lo scopo di servirsene per farne gli ospiti della regina Amonet, moglie di Apophis, e di uno dei figli degli dei.
Jackson decise a questo punto di tornare sulla Terra, chiedendo però agli Abydosiani di tenere aperto lo stargate almeno per un anno, nella speranza che in quel lasso di tempo avrebbe potuto ritrovare sua moglie e tornare con lei sul pianeta. Al termine di quel periodo lo stargate avrebbe dovuto essere sepolto nuovamente.
Nel frattempo Sha're, divenuta ospite di Amonet, rimane incinta di Apophis. Per consentire al feto di crescere regolarmente però Amonet fu costretto a far ritorno su Abydos, dove avrebbe dovuto lasciare il controllo del corpo a Sha're fino alla fine del travaglio.
Daniel Jackson e Teal'c arrivarono prima che Sha're mettesso al mondo il bambino. Il figlio venne chiamato Shifu ed era un Harcesis. Sha're, nuovamente sotto il controllo di Amonet, tornò da Apophis. I terrestri lasciarono il pianeta portando con sé Shifu per affidarlo alle cure di Oma Desala, sul pianeta Kheb.
L'SG-1 tornò ad Abydos quasi due anni più tardi su richiesta di Kasuf. Shifu era arrivato ad Abydos. Egli mostrò a Daniel come la conoscenza di un Harcesis non avrebbe portato altro che sofferenza. Shifu ascese e se ne andò.

### La fine
Due anni più tardi, Daniel Jackson, al momento asceso ad un piano di esistenza superiore, informò Jack O'Neill dei piani del Signore del sistema Anubis. Questi intendeva usare l'Occhio di Ra come un'arma. L'occhio, usato insieme ad altri occhi appartenuti ad altri Signori del sistema, sarebbe infatti potuta diventare un'arma micidiale. Alla fine Anubis distrusse l'intero pianeta di Abydos. Fortunatamente però Oma Desala nel frattempo era riuscita a mettere in salvo l'intera popolazione del pianeta facendola ascendere.

## Personaggi Abydosiani

### Kasuf
Capo degli Abydosiani e padre di Skaara e Sha're, quindi anche suocero di Daniel Jackson.

### Sha're
Sha're è la figlia di Kasuf e moglie di Daniel Jackson. All'inizio della serie viene presa come ospite da Amonet. Mentre è incinta torna brevemente su Abydos. Viene uccisa da Teal'c per salvare Daniel da Amonet.

### Skaara
Skaara è un grande amico di Jack O'Neill e Daniel Jackson. All'inizio della serie viene rapito da Apophis per diventare il corpo ospite di uno dei suoi figli. Viene preso come ospite da Klorel. La SG-1 lo incontra negli episodi "L'incubo si avvera - 1.22" e "Attacco alla Terra - 2.01". Alla fine viene trovato dai Tollan nell'episodio "Inganno - 3.15" e sottoposto ad un processo per decidere chi avrà il possesso del suo corpo, se lui o Klorel. Skaara vince il processo e viene liberato dal simbionte.